# Xã Delavan, Quận Tazewell, Illinois
Xã Delavan (tiếng Anh: Delavan Township) là một xã thuộc quận Tazewell, tiểu bang Illinois, Hoa Kỳ. Năm 2010, dân số của xã này là 2.061 người.